# Oblouková lampa

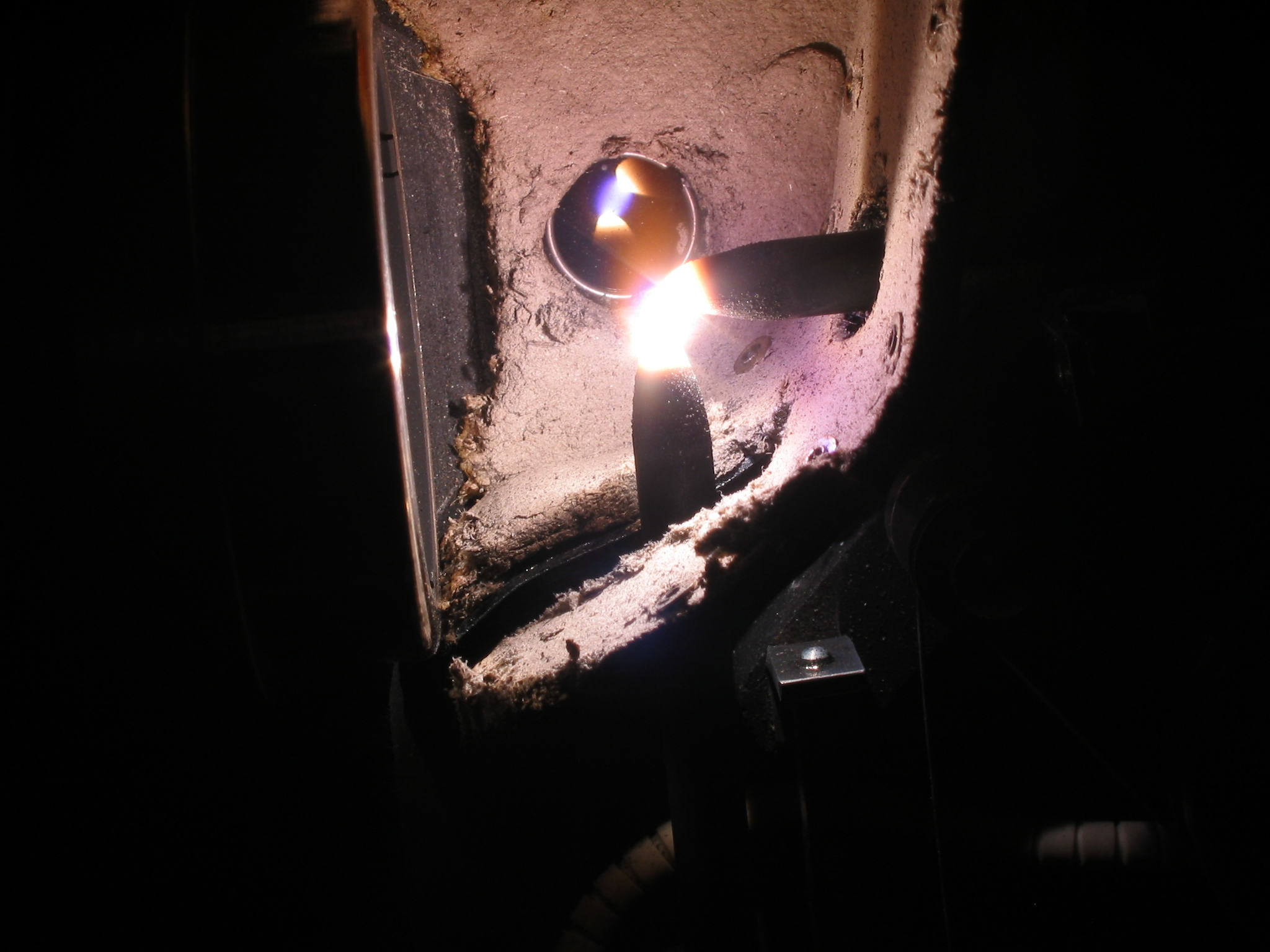
Oblouková lampa (detail)

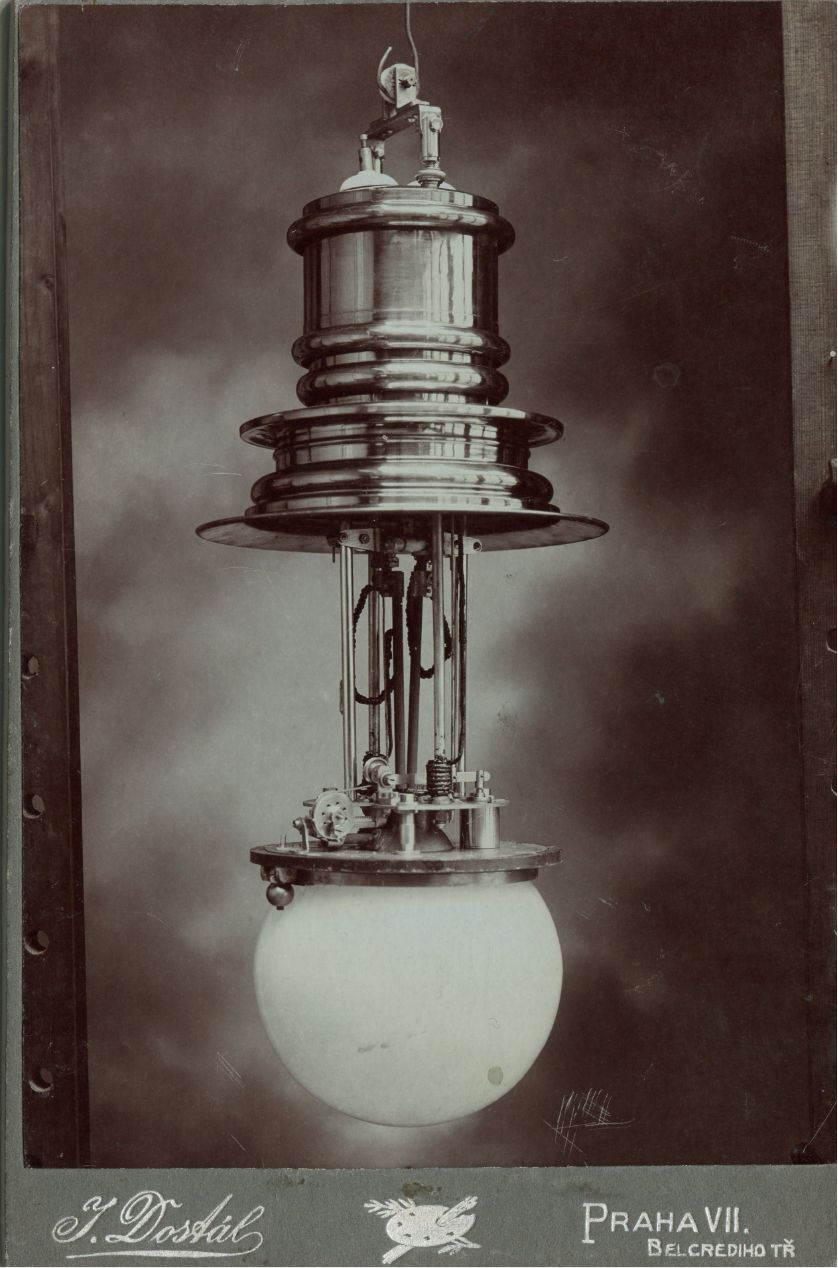
Oblouková lampa Ludvíka Očenáška

Oblouková lampa je intenzivní elektrický světelný zdroj, v němž je světlo vyzařováno elektrickým obloukem hořícím mezi dvěma elektrodami. Oblouková lampa je známa už od první poloviny 19. století. Významným způsobem k jejímu zdokonalení přispěl český vynálezce František Křižík (1847–1941). Během první poloviny 20. století byly obloukové lampy postupně vytlačovány žárovkami a dalšími postupně zdokonalovanými světelnými zdroji.

## Dějiny vývoje
Prakticky současně prováděli pokusy Vasilij Vladimirovič Petrov i Humphry Davy. Zažehnutí nepatrného oblouku mezi elektrodami, lisovanými z dřevěného uhlí, předznamenávalo příchod věku elektrického světla. Z hračky se díky L. Foucaultovi v roce 1844 stala použitelná lampa. Foucault jako první použil při výrobě elektrod lisovaného retortového uhlí (petrolejového koksu), vznikajícího jako odpad při výrobě svítiplynu. Uhlí se po rozemletí mísilo se sirobem, z této hmoty byly lisovány tyčinky, vypalované ve vakuu. Stejnorodost směsi určovala, jak rovnoměrně uhlíky uhořívaly a jak klidné bylo světlo.
Vzdálenost uhlíků byla zprvu nastavována ručně. Později, jak se užívání obloukových lamp rozšiřovalo, bylo nutno vyřešit samočinnou regulaci. První přístroje pracovaly na mechanickém principu hodinového strojku, jen o něco později na principu regulace elektromagnetické. Proud procházející lampou při oddálení uhlíků slábl a tím se porušila rovnováha soustavy. Pak se uhlíky k sobě zase přiblížily. Nevýhodou tohoto způsobu bylo, že k posunu docházelo vždy se zpožděním, daným setrvačností, třením atd. Ani zastavení uhlíků v potřebné poloze nenastalo ihned.
Pavel Nikolajevič Jabločkov (1847–1894) pozměnil vzájemnou polohu uhlíků revolučním způsobem. Postavil je svisle a rovnoběžně vedle sebe v malé vzdálenosti a oddělil je vrstvou kaolinu, která ubývala spolu s uhořívajícími uhlíky. Této lampě se říkalo Jabločkovova svíčka. Vydržela ale svítit jen asi 45 minut. Tuto nevýhodu zčásti odstranila konstrukce se čtyřmi „svíčkami“ v jednom svítidle, které se samočinně přepínaly.

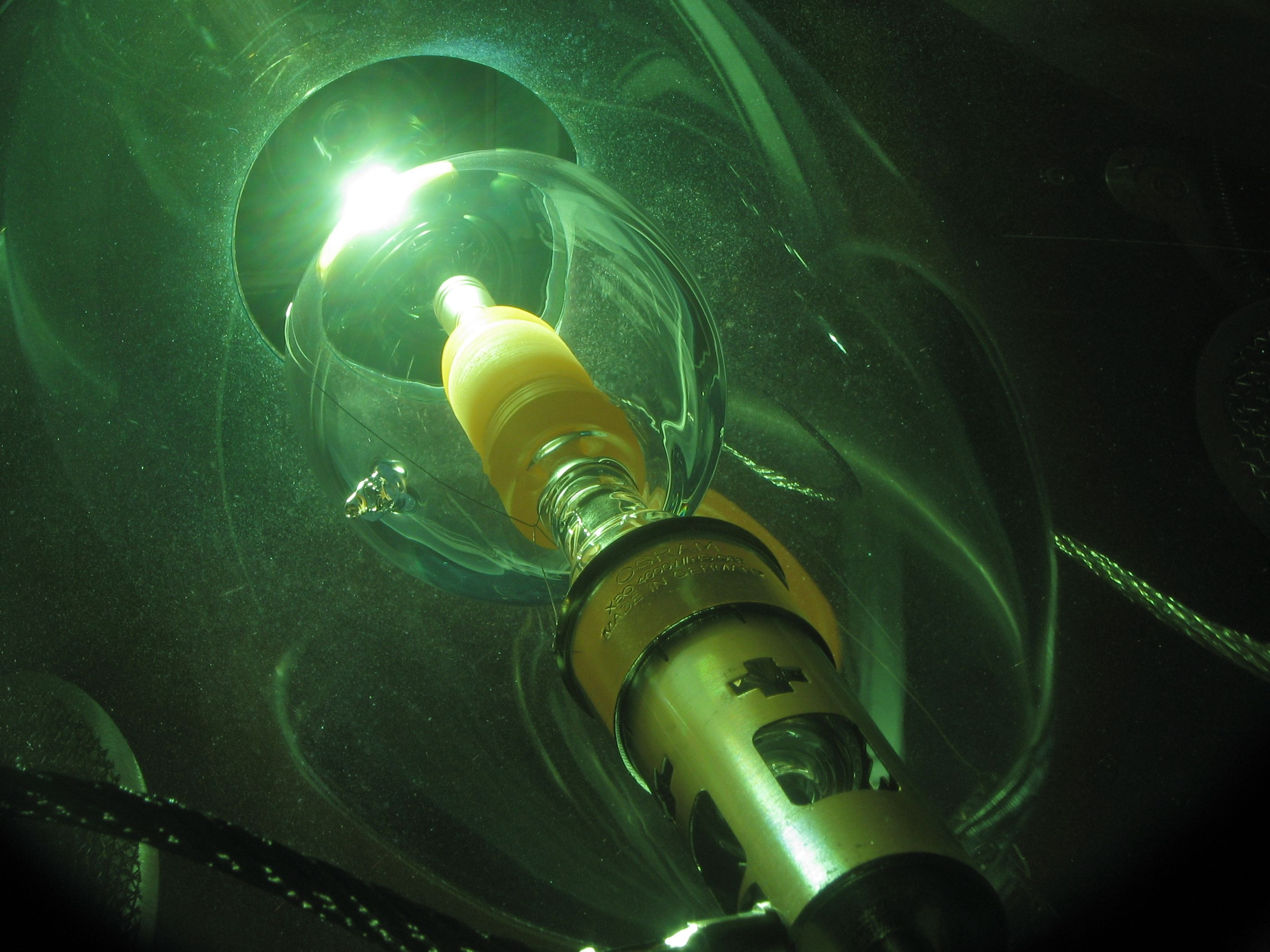
Xenonová oblouková lampa

Jabločkov představil veřejnosti svůj vynález v roce 1878 v malém dřevěném pavilonu na Světové výstavě v Paříži. Napájel je proudem ze Siemensova dynamoelektrického stroje. Obdivovatelem Jabločkova byl významný český vědec, technik a konstruktér František Křižík. V té době byla Jabločkovovými „svíčkami“ osvětlena pařížská Avenue de l'Opera, zatímco rovnoběžná Rue du 4. Septembre byla pro srovnání osvětlena plynem. Vyhodnocení ekonomie provozu ukázalo, že elektrické osvětlení bylo asi 6× dražší, než osvětlení plynové. Jednu soupravu nazývali Francouzi „foyer“. Instalaci provedla a provoz zabezpečovala Societé génerale d'Electricité, Procédes Jablochkoff. Když chtěl Jabločkov získat obloukové lampy pro osvětlování v Rusku, musel celou společnost odkoupit zpět za jeden milion franků.
Hlavní nevýhodu lampy, tedy to, že ji nebylo možno znovu zapálit, odstranila konstrukce Debrunova. Ten vynechal horní zapalovací můstek i kaolinovou výplň, zavedl dolní stálý elektromagnetický můstek a lampa mohla být podle libosti mnohokráte zapalována. Křižík si nechal patentovat v roce 1878 jiné vylepšení Jabločkovovy svíčky, které mimo jiné odstranilo nerovnoměrné uhořívání uhlíků na vnitřní straně. Jeho modifikace měla uhlíky k sobě skloněné šikmo a k regulaci polohy uhlíků bylo použito diferenciálního principu. Ani jedna konstrukce neodstranila zásadní nedostatek, kterým byla potřeba vlastního dynamoelektrického stroje pro každou lampu.
Pozdější konstrukce obloukovek vycházely již úplně z principu diferenciální regulace z roku 1878 Friedricha Hefner-Altenecka (1845–1904). V témže roce již tuto obloukovku vyráběla německá firma Siemens-Halske. Problém částečně vyřešil již v roce 1869 ruský dělostřelecký důstojník, elektrotechnik Vladimír Nikolajevič Čikolev (1845–1898) vlastní konstrukcí diferenciálního regulátoru. Významně ji (1877) vylepšil použitím diferenciální motorové regulace s Grammeovým prstencem, upevněným na šroubovém vřetenu. Posun vřetene se převáděl současně na oba uhlíky.
Také Schuckert v roce 1880 použil obdobný systém, vzal ale dva páry elektromagnetů a mezi ně umístil plochý prsten, upevněný na šroubovém vřetenu, které neslo horní uhlík. František Křižík se zasloužil o originální konstrukci, neprávem ignorovanou v zahraniční literatuře. Pro regulaci použil „…zvláštním způsobem utvářené a vyvážené železné tyče, která je dvěma solenoidy v každé poloze vůči těmto solenoidům tak dlouho stejně silně, ale v opačném směru ovládána, dokud magnetické momenty solenoidů zůstanou stejné“ (citace z patentového spisu č. 16 297, vydaného dne 2. dubna 1882 Františku Křižíkovi a Ludvíku Pietteovi v Plzni). I pro zásluhy za zdokonalení obloukové lampy se někdy Křižíkovi přezdívalo český Edison, jelikož Thomas Alva Edison zase vylepšil žárovku.

## Éra osvětlení obloukovými lampami

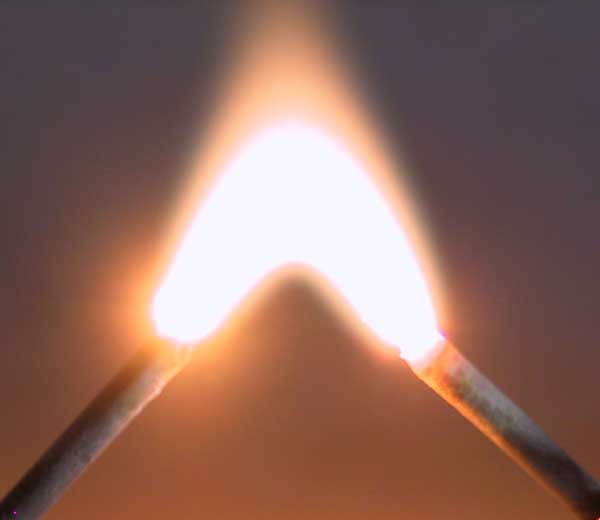
Elektrický oblouk mezi dvěma hřebíky

V roce 1881 dostal Křižík na Mezinárodní elektrotechnické výstavě v Paříži za obloukovou lampu zlatou medaili. Téhož roku osvětlil obloukovkami Hybernskou ulici v Praze. V roce 1887 zakoupilo město Písek 24 kusů obloukovek a 61 žárovek, které byly napájeny z elektrárny v Podolském mlýně. Pro Zemskou jubilejní výstavu království českého v roce 1891 použil Křižík 226 obloukovek a více než 1400 žárovek. Do té doby už jeho závody vyrobily asi 29 000 žárovek a přes 1400 obloukovek. Ty byly také podle jeho patentů vyráběny v řadě zemí – mimo jiné v USA, v Anglii, Německu, Španělsku, Francii, Rusku i jinde.
Ne všichni byli nadšeni. Plynárenská lobby se proti obloukovkám tvrdě stavěla, s nelibostí zaznamenávajíc jejich rostoucí oblibu. Zajímavý případ se stal v roce 1882 v Hannoveru, kde byl v té době sjezd plynárenských a vodárenských odborníků. Tamní plynárna požádala o svolení instalovat nové Siemensovy regenerativní hořáky o svítivosti 500 nových svíček v Palmgarten. V jiné části bylo již instalováno osm Křižíkových obloukovek. Podle soudobého tisku dopadlo srovnání pro obloukovky dobře a obecenstvo se dokonce v plynem osvětlené části vůbec nezdržovalo a … „návštěvník si ulehčeně oddychl, když z části zahrady osvětlené plynem přešel do části elektricky osvětlené“. Obloukovka je historicky nejstarším spolehlivě doloženým použitelným elektrickým zdrojem světla.
Elektrody byly vyráběny většinou z uhlíku, který může být buď čistý nebo napuštěný různými látkami. Pro imitaci denního světla, například v ateliérovém osvětlování, bylo nutno světlo upravit. Toho se dosahovalo vytvořením kanálu v ose uhlíků, který byl vyplněn směsí jemně mletého uhlíku a některých kovových solí. Výplni se říkalo duše a její hmotnost se pohybovala kolem jedné třetiny celkové váhy uhlíku. Plnění zavedla firma Siemens kolem roku 1870. Oblouk také klidněji hořel. Používaly se nejčastěji soli barya, vápníku a stroncia.
Uhlíky uhořívají při napájení stejnosměrným proudem nerovnoměrně. Kladná elektroda se na konci prohlubuje do typické podoby kráteru, záporná se zahrocuje. Teplota anody je asi 4000 °C, tedy je asi o 1000 °C teplejší než katoda. Anodu je nutné do pracovního prostoru podávat buď čtyřikrát rychleji nebo ji vyrobit podstatně silnější. Doporučená poloha hoření pro stejnosměrné napájení je svislá, s anodou nahoře. Smíříme-li se s menší stabilitou oblouku, lze lampu napájet i střídavým proudem. To umožňuje zjednodušit stavbu předřadníku, kterým může být například i tlumivka (platí pro čistý uhlík). Vyhovuje to pro oblast mikrofotografie, světlotisku atd.
Elektrický oblouk má zvláštní elektrické charakteristiky. Na první pohled upoutá velmi nízké napětí mezi elektrodami, vzdálenými od sebe i několik centimetrů. Proud prochází kanálem vysoce ionizovaných plynů s vynikající elektrickou vodivostí. Z celkového světelného toku připadá asi 90 % na anodu, asi 8 % na katodu a jen asi 2 % na vlastní oblouk. Voltampérová charakteristika je negativní. Kdybychom obloukovku připojili rovnou k dostatečně tvrdému zdroji napětí, zničili bychom ji. Proto je nutné proud nějakým běžným způsobem stabilizovat. Nejjednodušeji se to dělo odporem, u střídavého proudu tlumivkou. Proudové intenzity bývají vysoké. U čistého uhlíku se stává oblouk nestabilním při proudech nad 40 A (jas se pohybuje kolem 18.10³ stilbů), prská, syčí a stěhuje se po povrchu elektrod.
Pro další zvýšení světelného toku obloukovky, nepostačí ze zmíněných důvodů prosté zvýšení proudu. Je nutné použít plněných uhlíků typu HIGH INTENSITY (HI). Uhlíkem probíhá „duše“, plněná směsí retortového uhlí a solí ceru a thoria. Voltampérová charakteristika se stává pozitivní(!), v prostoru mezi uhlíky se vytváří koule vysoce ionizovaných plynů, jejíž teplota při proudech stovek ampér dosahuje až 7000 °C. Uhlíky jsou velmi namáhány, zejména v místě upnutí do držáků a proto jsou obvykle plátovány mědí, železem nebo niklem. Barevné podání HI obloukovek, které se nazývají lampami Beckovými, je vynikající a může imitovat denní světlo. Jas velmi silných obloukovek pro 35 mm projektory dosahoval až 90.10³ stilbů. Oblouk v optickém systému projektoru byl tvarován silným permanentním magnetem, aby bylo světla co nejlépe využito. Páry vznikající hořením takových uhlíků jsou jedovaté.
Nepříjemnou vlastností všech obloukových lamp byla vždy omezená životnost elektrod. Některé konstrukce uzavíraly oblouk do skleněné báně. Ty se však brzy pokryly zplodinami hoření a navíc často praskaly. Dokonalé řešení nepřineslo ani plnění báně oxidem uhličitým. Celkem úspěšné, ale již pozdní řešení přinesly v padesátých letech 20. století vyvinuté obloukovky s elektrodami z jiného materiálu než z uhlíku. Používal se například karbid titanu, magnetit nebo i keramické směsi (cermety). Velmi dobré výsledky dávala právě lampa s magnetitovou katodou. Jemně mletý magnetit ve směsi s oxidem titaničitým (rutilem) a oxidem chromitým byl vlisován do železné trubice. Anodu tvořil masivní kus čisté mědi. Ani při poměrně vysokých proudech nad 10 A se katoda díky dobré tepelné vodivosti příliš neohřívala, přičemž teplota katodové skvrny byla uspokojivě vysoká. Oblouk byl stabilní. Anoda se, vzhledem ke své značné hmotě a vysoké tepelné vodivosti ohřívala zvolna a oxidovala jen lehce na povrchu a uhořívala rychlostí jen asi 1,5 mm za hodinu. Výhody magnetitové obloukovky již ale nemohly být řádně doceněny. Přišla nová generace světelných zdrojů.

## Využití elektrického oblouku v současnosti
Zdálo se, že obloukovky mají odzvoněno. Přesto se ještě v roce 1980 v japonské patentové literatuře objevila nová konstrukce. Elektrody byly vyrobeny ze speciálního keramického materiálu, jehož podstatnou součástí je chromit – LaCrO3. Je to materiál velmi stabilní i při teplotách nad 2500 °C, neoxiduje a za provozu uhořívá velmi zvolna – anoda asi 30x pomaleji než uhlík, katoda asi 4x pomaleji. Chromitový materiál se složením La1-nMnCrO3 (M = Ca, Mg, Sr, přičemž n = 0,1+0,15) se vyrábí spékáním prášku, vyrobeného v elektrické peci tavením. Zvyšuje se tím odolnost proti tepelným šokům. Jedna elektroda se natírá stříbrnou pájkou, vžíhanou při teplotě 930 °C po dobu 10 minut. Popisovaná obloukovka byla provozována v režimu s velkým množstvím kroků, elektrody o hmotnosti 18 g byly dlouhé 37 mm a měly průměr 10 mm. Anoda ubývala při proudu 10 A o 1,5 mg za minutu, katoda o 6,9 mg. Spektrum bylo v rozmezí 230–700 nm prakticky nepřetržité. Jas povrchu byl až 25× vyšší, než u uhlíku.
Oblouk může hořet také v inertní atmosféře (argon, helium), čehož se využívá často při sváření. Také to bylo jádrem pokusů o omezení opalování uhlíků již v polovině 19. století uzavíráním oblouku do různých bání. V roce 1856 byly konány pokusy s hořením oblouku ve směsi vzduchu a rtuťových par, čímž byly položeny základy k rozsáhlému praktickému využití v pozdější době. Speciálním typem je obloukovka, jejíž elektrody jsou vyrobeny z velmi čistého hliníku. Oblouk vyzařuje velké množství kontinuálního tvrdého UV záření již od vlnové délky 200 nm. Elektrody jsou za provozu chlazeny obtékající vodou, která také odnáší částečky rozprášeného hliníku. Ultrafialové paprsky vystupují z lampy křemenným okénkem. Moderní výbojky plněné vodíkem a zejména deuteriem odsunuly ovšem i tuto obloukovku do muzea světelných zdrojů.
Principu obloukovky bylo využito ke konstrukci plazmatronů, speciálních hořáků, určených například pro nanášení těžkotavitelných látek na povrch obecných kovů (šopování). Oblouk hoří ve vodních parách. Jednou elektrodou je uhlíkový kužel, druhou elektrodou je kovový válec, vyložený nějakou ohnivzdornou látkou.
Nelze zapomenout ani na svařování kovů pomocí elektrického oblouku.
Nepřímé využití oblouku používá automobilový průmysl. Moderní automobil má ukostřen záporný pól akumulátoru (autobaterie) na kovové části vozidla a kabelový rozvod proveden kladným pólem. V případě dotyku kabelu s kostrou dojde k zahoření oblouku. Vodič v kabelu se utaví a izolace kabelu zalije místo dotyku. Tím dojde k přerušení zkratu. Při obrácené polaritě tedy při ukostření kladného pólu dochází k "přivaření" vodiče ke kostře a tím k trvalému zkratu.